# Tanaka Shun
Shun Tanaka (田中 舜 Tanaka Shun, sinh ngày 15 tháng 3 năm 1988) là một cầu thủ bóng đá người Nhật Bản. Anh thi đấu cho Grulla Morioka.

## Sự nghiệp thi đấu
Shun Tanaka gia nhập Arte Takasaki năm 2011. Anh chuyển đến Japan Soccer College năm 2012, to Grulla Morioka năm 2013. Năm 2016, anh chuyển đến Azul Claro Numazu.

## Thống kê câu lạc bộ
Cập nhật đến ngày 23 tháng 2 năm 2018.
| Thành tích câu lạc bộ | Thành tích câu lạc bộ | Thành tích câu lạc bộ      | Giải vô địch | Giải vô địch | Cúp                   | Cúp                   | Tổng cộng | Tổng cộng |
| Mùa giải              | Câu lạc bộ            | Giải vô địch               | Số trận      | Bàn thắng    | Số trận               | Bàn thắng             | Số trận   | Bàn thắng |
| Nhật Bản              | Nhật Bản              | Nhật Bản                   | Giải vô địch | Giải vô địch | Cúp Hoàng đế Nhật Bản | Cúp Hoàng đế Nhật Bản | Tổng cộng | Tổng cộng |
| --------------------- | --------------------- | -------------------------- | ------------ | ------------ | --------------------- | --------------------- | --------- | --------- |
| 2011                  | Arte Takasaki         | JFL                        | 30           | 2            | 2                     | 0                     | 32        | 2         |
| 2012                  | Japan Soccer College  | JRL (Hokushinetsu, Div. 1) | 14           | 6            | –                     | –                     | 14        | 6         |
| 2013                  | Grulla Morioka        | JRL (Tohoku, Div. 1)       | 3            | 0            | 0                     | 0                     | 3         | 0         |
| 2014                  | Grulla Morioka        | J3 League                  | 31           | 0            | 1                     | 0                     | 32        | 0         |
| 2015                  | Grulla Morioka        | J3 League                  | 19           | 0            | 0                     | 0                     | 19        | 0         |
| 2016                  | Azul Claro Numazu     | JFL                        | 23           | 0            | –                     | –                     | 23        | 0         |
| 2017                  | Azul Claro Numazu     | J3 League                  | 3            | 0            | 3                     | 0                     | 6         | 0         |
| Tổng                  | Tổng                  | Tổng                       | 100          | 8            | 6                     | 0                     | 106       | 8         |